# Атолловый пёстрый голубь
Атолловый пёстрый голубь, или Туамотусский пёстрый голубь (Ptilinopus coralensis) — вид птиц семейства голубиные. Является эндемиком архипелага Туамоту во Французской Полинезии. Его естественным местообитанием являются субтропические или тропические влажные низинные леса и плантации. Данному виду угрожает потеря среды обитания.

## Распространение
Атолловый пёстрый голубь широко распространён на островах архипелага Туамоту, входящих в состав Французской Полинезии. В ходе обследования 1999 года было установлено, что он встречается редко на пяти из восьми посещённых островов, но другие сочли, что он встречается достаточно часто на некоторых атоллах, которые остались свободными от опустошений ввезённых хищников.

## Экология
Атолловый пёстрый голубь — это единственный голубь в тропическом Тихом океане, адаптированный исключительно к низким коралловым атоллам. Обитает в лесах и заброшенных кокосовых плантациях. В основном питается насекомыми и семенами, обычно на земле. Этот вид также ест листья деревьев «tafano» или «kahaia» (Guettarda speciosa) с пахучими цветами.

## Угрозы
Атолловый пёстрый голубь находится под угрозой хищничества крысами, которые создали колонии на небольшом количестве островов. Этот вид также подвержен разрушению местообитаний в результате обезлесения и уничтожения старых, заброшенных кокосовых плантаций. Вид является довольно ручным и редко встречается в населённых пунктах, что делает охоту возможной угрозой.